# Ferrari 400
Die Ferrari 400 (ab 1985: Ferrari 412) ist ein 2+2-sitziges Coupé des italienischen Sportwagenherstellers Ferrari.
Die Modelle 400 und 412 waren mit vornliegendem Zwölfzylindermotor und Hinterradantrieb ausgestattet und wurden wahlweise mit Fünfgang-Schaltgetriebe oder Dreigang-Automatikgetriebe ausgeliefert. Das Design des Wagens entsprach weitestgehend dem des Vorgängers Ferrari 365 GT4 2+2. Die Herstellung erfolgte bei Pininfarina.
Der 400 GT (ab 1979 400i genannt) wurde im Herbst 1976 auf dem Pariser Autosalon vorgestellt. Die äußerlich gegenüber dem Ferrari 400 dezent modifizierte Serie 412 debütierte auf dem Genfer Salon 1985. Die Produktion endete 1989.

## Modellgeschichte

### 400 GT (1976–1979)
Die technische Basis des Ferrari 400 GT war im Wesentlichen gleich mit der des Ferrari 365 GT4 2+2, der 400 hatte jedoch einen 4,8-Liter-Motor (4823 cm³) statt des 4,4-Liter-Motors des Vorgängers 365 GT4/2+2 (Bohrung × Hub = 81 × 71 mm, Hubraum 4390 cm³).
Der 400GT erschien im Oktober 1976 auf dem Pariser Salon. Äußerlich unterschied er sich vom 365 GT4 2+2 nur durch wenige Merkmale: Die Rückleuchten bestanden jetzt aus jeweils zwei Einheiten pro Seite statt der je drei Rückleuchten des Vorgängers. Unter dem vorderen Stoßfänger befand sich beim 400 eine kleine Spoilerlippe. Die Räder waren mit jeweils fünf Radbolzen befestigt statt mit Zentralverschluss.
Die bedeutendste Neuigkeit betraf das Getriebe: Der 400 GT war der erste Ferrari, der offiziell auch in einer Automatikversion lieferbar war. Die Dreigang-Turbo Hydramatic stammte von General Motors und hieß passenderweise GM 400. In der Literatur gibt es manche Fundstellen, nach denen der 400 ausschließlich als Automatikfahrzeug gebaut wurde. Dies trifft jedoch nicht zu. Es gab ihn sowohl mit Fünfgang-Schaltgetriebe als auch mit Dreistufen-Automatik. Die meisten wurden mit Automatikgetriebe gebaut. Von insgesamt gut 500 Exemplaren des 400 GT (Links- und Rechtslenker zusammen) hatten 147 Stück das Fünfgang-Schaltgetriebe, das aus Deutschland von ZF zugeliefert wurde; die übrigen 355 Exemplare waren Automatikversionen.
Der 400 GT war der letzte Frontmotor-Zwölfzylinder von Ferrari, der mit Vergasern bestückt war. Zur Beatmung des Motors dienten sechs Flachstrom-Doppelvergaser des Herstellers Weber.

### 400i (1979–1985)
Im Herbst 1979 wurde aus dem 400 GT der 400i mit Bosch-K-Jetronic statt der sechs Weber-Doppelvergaser und 228 kW (310 PS).
Im Herbst 1982 erfuhr der 400i eine leichte Auffrischung, die vorrangig das etwas modernere Cockpitdesign des 412 vorwegnahm, der 1985 auf den Markt kam. Ferner wurde das Nockenwellenprofil geändert und der Auspuffkrümmer modifiziert, wodurch die Leistung auf 232 kW (315 PS) stieg. Zusätzlich wurde die Niveauregulierung an der Hinterachse überarbeitet.
Vom 400i wurden 883 Exemplare mit Automatik und 422 mit Fünfganggetriebe hergestellt.

### 412 (1985–1989)

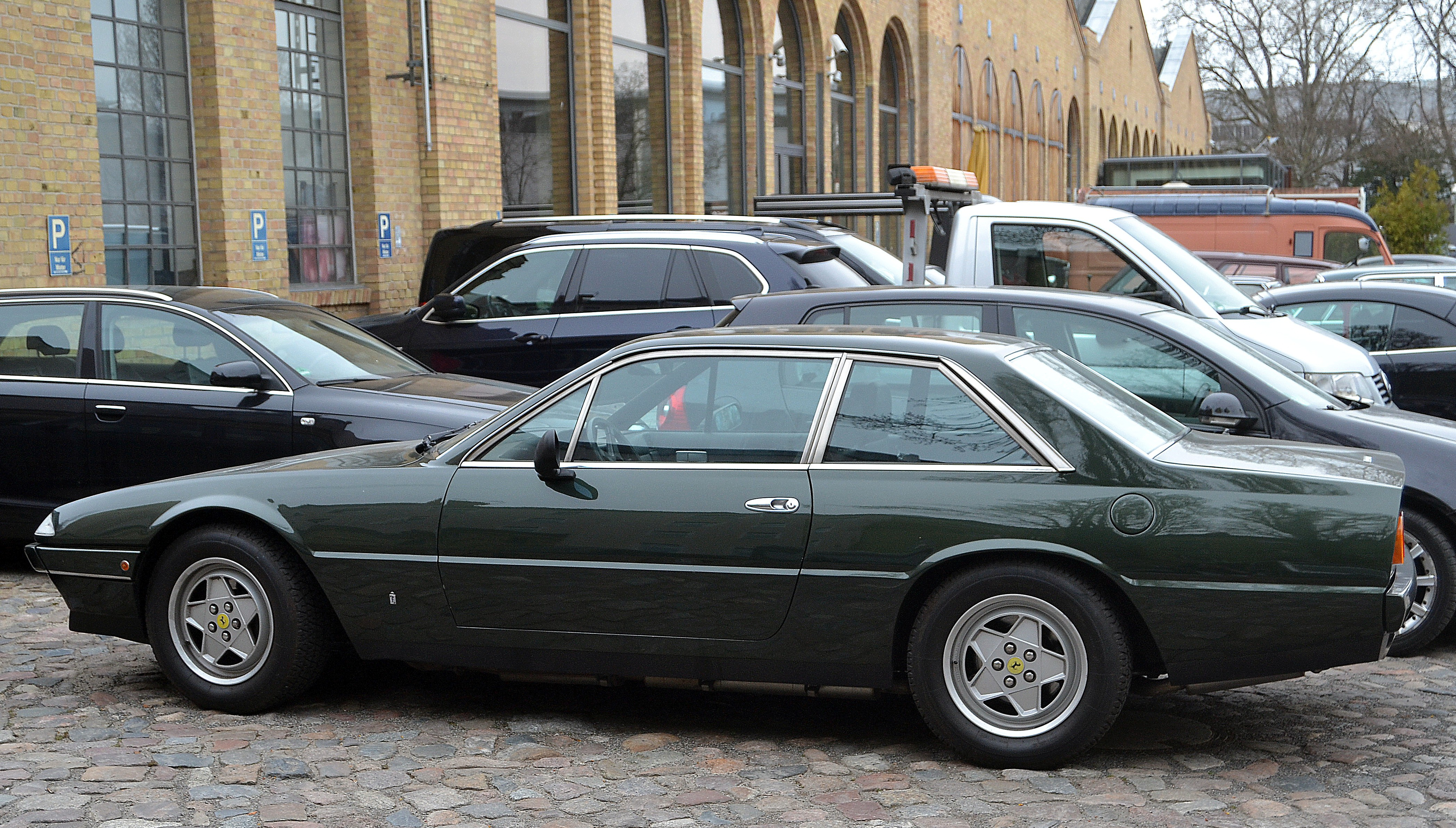
Ferrari 412

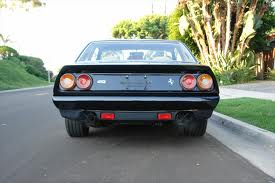
Heckansicht

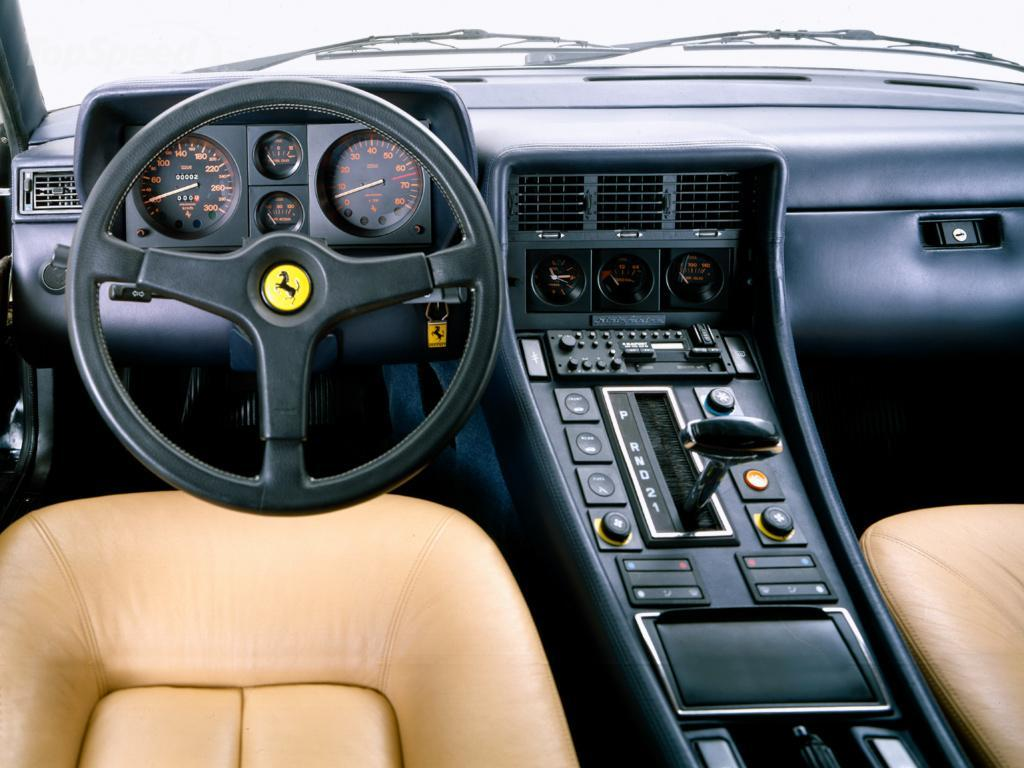
Innenraum

Über zwölf Jahre nach dem Start des 365 GT4 2+2 präsentierte Ferrari im April 1985 die vierte Generation der Reihe, den 412. Er sah zwar immer noch dem 365 GT4 2+2 von 1972 sehr ähnlich, war aber in vielerlei Hinsicht überarbeitet worden. Mit der Umstellung erhielt die Baureihe einen größeren V12-Motor mit 4,9 l (4943 cm³) und einer Leistung von 250 kW (340 PS). Zum ersten Mal bei Ferrari wurde im 412 auch ein Antiblockiersystem angeboten. Er war das erste italienische Auto mit serienmäßigem ABS.
Die Karosserie von Pininfarina war, wie schon beim Übergang vom 365 GT4 2+2 auf den 400 GT, nur in Details verändert worden – den 412 kennzeichnen ein höherer Kofferraum, Blinker vorne in uni weiß, Stoßstangen in Wagenfarbe, geänderte Aluminiumräder und Nebelscheinwerfer, die nicht mehr vom Gitter des Kühlergrills abgedeckt wurden. Technische Neuerungen betrafen die Verwendung einer Bosch-K/KE-Jetronic, eine elektronische Zündung, eine neue Auspuffanlage und eine größere Zweischeiben-Kupplung. Im Innenraum gab es geänderte Befestigungspunkte für die Sicherheitsgurte, elektrische Sitzverstellung und überarbeitete Kopfstützen.
Wie zuvor konnte man zwischen Schaltgetriebe und Automatik wählen, inzwischen aber war eine Automatik bei Oberklasse-Coupés zum Standard geworden und das Schaltgetriebe optional.
Der Ferrari 412 lief von Frühjahr 1985 bis Anfang 1989 vom Band. In dieser Zeit entstanden 576 Exemplare.
| Bezeichnung               | Ferrari 412                                   |
| Produktionszeitraum       | 1985–1989                                     |
| Fahrzeugkonzept           | 4-sitziger GT                                 |
| Karosserie                | Stahlblech                                    |
| Motor                     | wassergekühlter V12 aus Leichtmetall          |
| Leistung                  | 340 PS (250 kW) bei 6500/min                  |
| Drehmoment                | 451 Newtonmeter                               |
| Schaltungen               | Dreigangautomatik, Fünfgang-Schaltgetriebe    |
| Abmessungen               | Länge: 4810 mm, Breite 1800 mm, Höhe: 1314 mm |
| Gewicht                   | ca. 1900 kg                                   |
| Beschleunigung 0–100 km/h | unter 7 s                                     |
| Höchstgeschwindigkeit     | ca. 250 km/h                                  |
| Produzierte Einheiten     | 576                                           |

## Der Ferrari 400 auf dem Gebrauchtwagenmarkt
Heute ist Pininfarinas 400 einer der preiswertesten Zwölfzylinder-Ferrari auf dem Gebrauchtwagenmarkt, wobei die Preise allerdings im Zuge der Nachfrage nach Sportwagenklassikern steigen. Vor allem das zurückhaltende Aussehen und die hohen Unterhaltskosten schränken die Attraktivität jedoch noch immer ein. Die Gebrauchtwagenpreise für einen Ferrari 400i liegen 2015 zwischen 50.000 und 100.000 Euro. Günstiger liegen 2015 „noch“ die Preise für das Nachfolgemodell 456.

## Konversionen und Impressionen

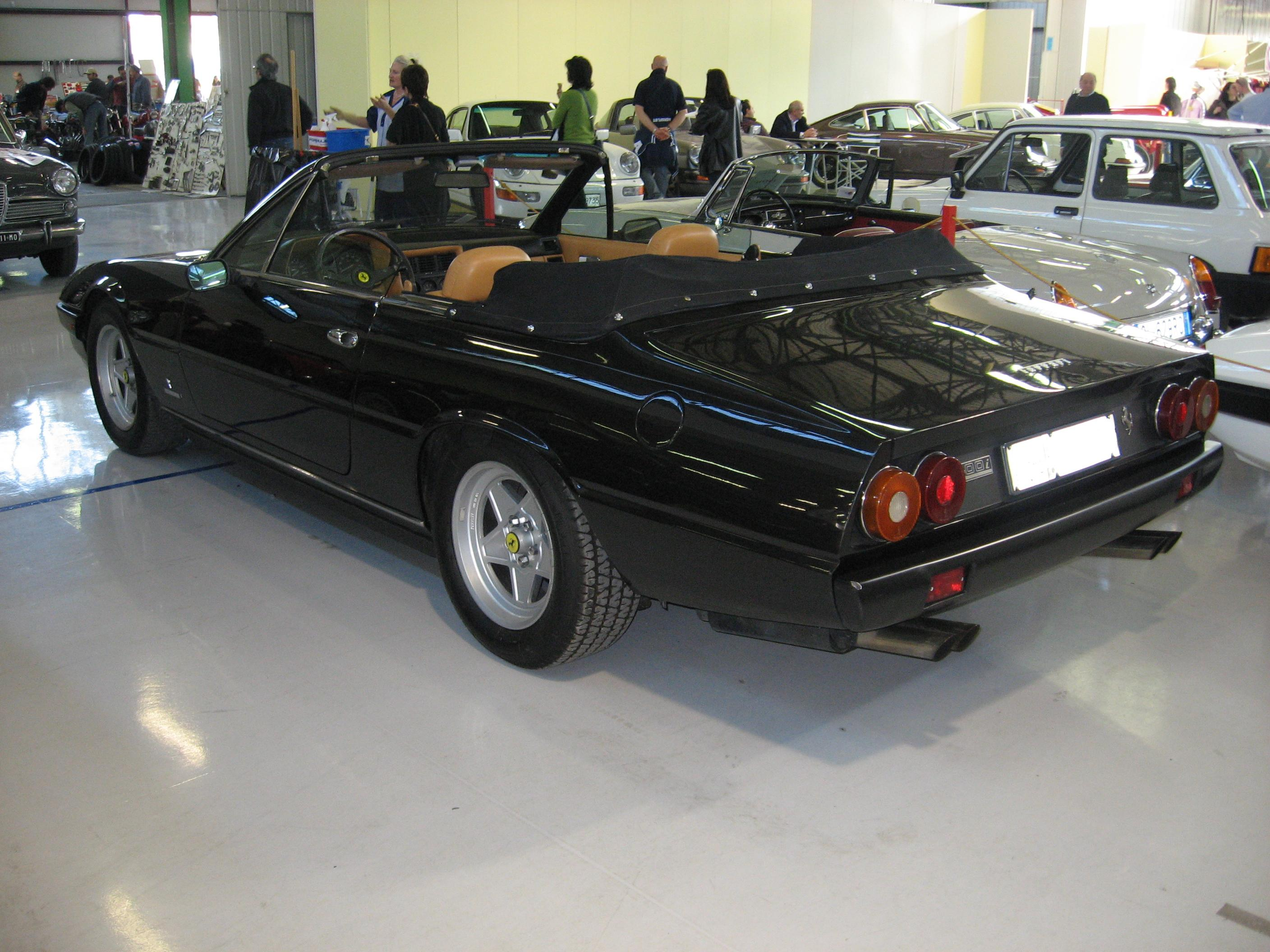
Ein Cabrio-Umbau eines Ferrari 400

Der Ferrari 400/412 war Grundlage für eine Reihe unterschiedlichster Konversionen, die regelmäßig von unabhängigen Herstellern entwickelt wurden und teilweise Einzelstücke blieben, mitunter aber auch eine Kleinserienverbreitung fanden. Zahlreiche Hersteller boten Cabriolet-Umbauten an, unter ihnen das etablierte Werk Carrozzeria Pavesi. Daneben waren auch andere Karosserieversionen möglich. Zu den modifizierten Modellen gehören:
- Michelotti Meera,

ein zweitüriges Coupé, von Giovanni Michelotti entworfen, mit eckiger Karosserie und Ferrari 400-Technik.
- Felber Croisette:

Der Schweizer Autoveredeler Felber produzierte in geringen Stückzahlen einen dreitürigen Kombi im Shooting-Brake-Stil auf der Basis des Ferrari 400. Bei dieser Konstruktion blieb der Aufbau des Coupés bis zur C-Säule unverändert; Felber fügte über dem Kofferraum lediglich ein Dachteil mit großer Heckklappe ein. Bei zumindest einem Exemplar war Felbers Dachaufbau farblich abgesetzt.
- Le Marquis Sedan:

In Großbritannien stellte Robert Jankel, der in den 1970er Jahren mit dem von ihm gegründeten Unternehmen Panther Westwinds einigen Erfolg im Bereich von Oldtimer-Repliken gehabt hatte, eine viertürige Limousine auf Basis des Ferrari 400 her. Das Fahrzeug wurde von Jankels Unternehmen Le Marquis vertrieben. Das Fahrgestell des Ferrari wurde deutlich verlängert; zugleich wurden die Vordertüren gegenüber der serienmäßigen Version des Coupés geringfügig verkürzt. Ein besonderes Merkmal des Le Marquis Sedan war ein seitliches Dreiecksfenster zwischen den hinteren Türen und der D-Säule.
- Mardikian Ferrari 400:

Im Jahr 1981 präsentierte Mardikian Coachworks, ein sich selbst als Autoveredler bezeichnendes Unternehmen aus Newport Beach, Kalifornien, eine sog. Stretch-Limousine auf der Basis des Ferrari 400 her. Mardikian verlängerte das Fahrgestell des Ferrari um mehr als 150 cm. Im mit rotem Samt bezogenen Fahrgastraum wurden vier gegenüberliegend positionierte Sitze sowie ein Fernsehgerät und eine Bar untergebracht. Das schwarz lackierte Fahrzeug erhielt ein schwarzes Vinyl-Dach. Maridikians Ferrari-Limousine blieb ein Einzelstück. Das Fahrzeug wurde im Sommer 2008 in Kalifornien zum Verkauf angeboten.
- Bitter SC

Die Linie des Ferrari 400 diente der Firma Bitter Automobile im deutschen Schwelm als Vorlage für den 1980 vorgestellten Bitter SC.
| Technische Daten Ferrari 400/412                        |                                                              |                                                              |                                                                                  |
| Ferrari                                                 | 400 GT                                                       | 400i                                                         | 412                                                                              |
| Motor:                                                  | 12-Zylinder-V-Motor (Viertakt), Gabelwinkel 60°              | 12-Zylinder-V-Motor (Viertakt), Gabelwinkel 60°              | 12-Zylinder-V-Motor (Viertakt), Gabelwinkel 60°                                  |
| Hubraum:                                                | 4823 cm³                                                     | 4823 cm³                                                     | 4943 cm³                                                                         |
| Bohrung × Hub:                                          | 81 × 78 mm                                                   | 81 × 78 mm                                                   | 82 × 78 mm                                                                       |
| Leistung bei 1/min:                                     | 250 kW (340 PS) bei 6500                                     | 228–232 kW (310–315 PS) bei 6500                             | 250 kW (340 PS) bei 6000                                                         |
| Max. Drehmoment bei 1/min:                              | 470 Nm bei 3600                                              | 392–411 Nm bei 4200/4600                                     | 451 Nm bei 4200                                                                  |
| Verdichtung:                                            | 8,8:1                                                        | 8,8:1                                                        | 9,6:1                                                                            |
| Gemischaufbereitung:                                    | 6 × Weber 38DCOE                                             | Bosch K-Jetronic                                             | Bosch K/KE-Jetronic                                                              |
| Ventilsteuerung:                                        | DOHC, Antrieb über Kette                                     | DOHC, Antrieb über Kette                                     | DOHC, Antrieb über Kette                                                         |
| Kühlung:                                                | Wasserkühlung                                                | Wasserkühlung                                                | Wasserkühlung                                                                    |
| Getriebe:                                               | GM-Dreigang-Automatik a.W. Fünfganggetriebe Hinterradantrieb | GM-Dreigang-Automatik a.W. Fünfganggetriebe Hinterradantrieb | GM-Dreigang-Automatik a.W. Fünfganggetriebe Hinterradantrieb                     |
| Radaufhängung vorn:                                     | Dreiecklenker, Schraubenfedern                               | Dreiecklenker, Schraubenfedern                               | Dreiecklenker, Schraubenfedern                                                   |
| Radaufhängung hinten:                                   | Dreiecklenker, Schraubenfedern, autom. Niveauregulierung     | Dreiecklenker, Schraubenfedern, autom. Niveauregulierung     | Dreiecklenker, Schraubenfedern, autom. Niveauregulierung                         |
| Bremsen:                                                | Innenbelüftete Scheibenbremsen rundum, Servo                 | Innenbelüftete Scheibenbremsen rundum, Servo                 | Innenbelüftete Scheibenbremsen rundum (Durchmesser v/h 30,1/29,6 cm), Servo, ABS |
| Lenkung:                                                | Schnecke und Rolle, servounterstützt                         | Schnecke und Rolle, servounterstützt                         | Schnecke und Rolle, servounterstützt                                             |
| Karosserie:                                             | Leichtmetall, auf Stahl-Rohrrahmen                           | Leichtmetall, auf Stahl-Rohrrahmen                           | Leichtmetall, auf Stahl-Rohrrahmen                                               |
| Spurweite vorn/hinten:                                  | 1475/1500 mm                                                 | 1475/1500 mm                                                 | 1475/1510 mm                                                                     |
| Radstand:                                               | 2700 mm                                                      | 2700 mm                                                      | 2700 mm                                                                          |
| Abmessungen:                                            | 4810 × 1800 × 1315 mm                                        | 4810 × 1800 × 1315 mm                                        | 4810 × 1800 × 1315 mm                                                            |
| Leergewicht:                                            | n. a.                                                        | n. a.                                                        | 1805 kg                                                                          |
| Höchstgeschwindigkeit:                                  | 250–255 km/h                                                 | 250–255 km/h                                                 | 250–255 km/h                                                                     |
| 0–100 km/h:                                             | 8,0 s**                                                      | n. a.                                                        | 6,7–8,3 s                                                                        |
| Verbrauch (Liter/100 Kilometer, ECE-Norm, Stadtzyklus): | n. a.                                                        | n. a.                                                        | 26,4–29,1 S                                                                      |
| Preis (SFr):                                            |                                                              |                                                              | 174.000 (1987)                                                                   |
| Anmerkungen:                                            | **=Testwert mit Automatik                                    |                                                              |                                                                                  |